# Miss USA 1999
Miss USA 1999, el 48.º certamen de Miss USA, fue celebrado en Grande Palace Theatre en Branson, Misuri, el 4 de febrero de 1999.
En la conclusión de la competencia final, Kimberly Pressler de Nueva York, fue coronada por la saliente Shawnae Jebbia de Massachusetts. Pressler se convirtió en la tercera en ganar la corona en la noche final de Miss USA y la cuarta de Nueva York.
Después de meses de negociaciones, Branson fue anunciada como la sede del certamen en noviembre de 1998.  El evento había sido celebrado en Shreveport, Luisiana desde 1997-1998.
Shemar Moore condujo el certamen por primera vez y última vez, y la comentarista de color fue agregada por Miss USA 1996 Ali Landry y Julie Moran, por segundo año consecutivo.  Los actos de entretenimientos fueron hechos por Collin Raye y The Atomic Fireballs.

## Resultados

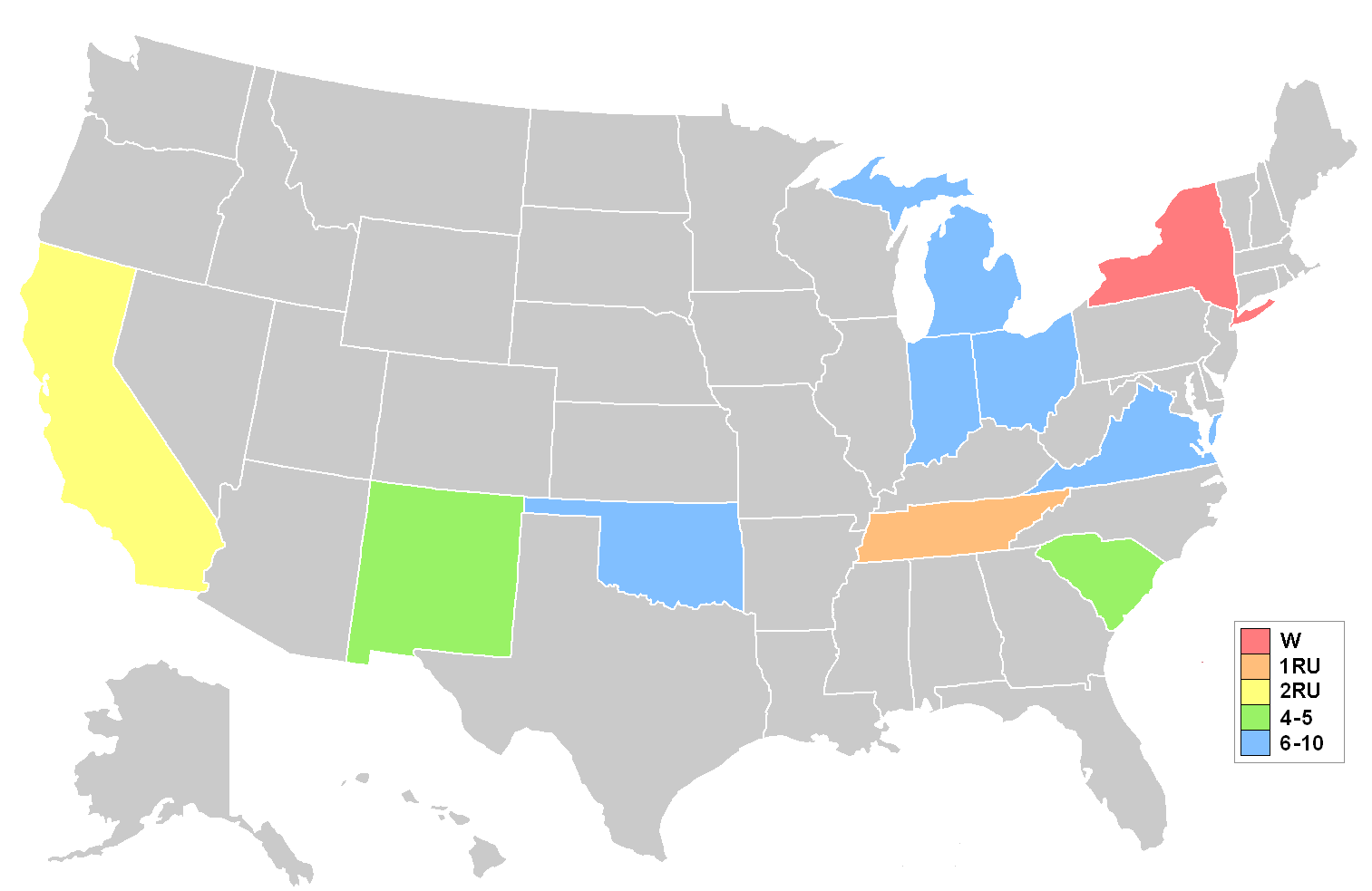
Mapa mostrando las clasificaciones por estado

| Posiciones        | Candidata |
| ----------------- | --- |
| Miss USA 1999     | - Nueva York - Kimberly Pressler |
| Primera finalista | - Tennessee - Morgan Tandy High |
| Segunda finalista | - California - Angelique Breaux |
| Top 5             | - Carolina del Sur - Lauren Poppell - Nuevo México - Michelle Rios                                                                           |
| Top 10            | - Indiana - Pratima Yarlagadda - Virginia - Kellie Lightbourn - Oklahoma - Dia Webb - Ohio - Melinda Miller - Míchigan - Shannon Grace Clark |

### Premios especiales
| Premio                 | Candidata                           |
| ---------------------- | ----------------------------------- |
| Miss Simpatía          | - Arizona - Cara Jackson            |
| Miss Fotogénica        | - Wisconsin - Elyzabeth Pham        |
| Premio de Estilo       | - Virginia - Kellie Lightbourn      |
| Mejor en Traje de Baño | - Carolina del Sur - Lauren Poppell |

## Puntuaciones

### Puntajes Semifinales
| \| Estado \| Entrevista \| Traje de baño \| Traje de gala \| Promedio \| Finalistas \| \| ---------------- \| ---------- \| ------------- \| ------------- \| -------- \| ---------- \| \| Nueva York \| 8.46 \| 9.63 \| 9.33 \| 9.14 \| 9.65 \| \| Tennessee \| 8.90 \| 9.53 \| 9.73 \| 9.38 \| 9.75 \| \| California \| 8.93 \| 9.64 \| 9.56 \| 9.37 \| 9.60 \| \| Carolina del Sur \| 8.68 \| 9.64 \| 9.64 \| 9.32 \| 9.51 \| \| Nuevo México \| 8.82 \| 9.36 \| 9.11 \| 9.09 \| 9.23 \| \| Indiana \| 8.73 \| 9.08 \| 9.18 \| 8.99 \| \| \| Virginia \| 8.56 \| 9.29 \| 8.86 \| 8.90 \| \| \| Oklahoma \| 8.80 \| 8.88 \| 8.98 \| 8.87 \| \| \| Ohio \| 8.50 \| 8.91 \| 8.96 \| 8.79 \| \| \| Míchigan \| 8.43 \| 8.93 \| 8.95 \| 8.77 \| \| | Ganadora Primera finalista Segunda finalista Top 5, Finalistas |               |               |          |            |
| Estado | Entrevista                                                     | Traje de baño | Traje de gala | Promedio | Finalistas |
| Nueva York | 8.46                                                           | 9.63          | 9.33          | 9.14     | 9.65       |
| Tennessee | 8.90                                                           | 9.53          | 9.73          | 9.38     | 9.75       |
| California | 8.93                                                           | 9.64          | 9.56          | 9.37     | 9.60       |
| Carolina del Sur | 8.68                                                           | 9.64          | 9.64          | 9.32     | 9.51       |
| Nuevo México | 8.82                                                           | 9.36          | 9.11          | 9.09     | 9.23       |
| Indiana | 8.73                                                           | 9.08          | 9.18          | 8.99     |            |
| Virginia | 8.56                                                           | 9.29          | 8.86          | 8.90     |            |
| Oklahoma | 8.80                                                           | 8.88          | 8.98          | 8.87     |            |
| Ohio | 8.50                                                           | 8.91          | 8.96          | 8.79     |            |
| Míchigan | 8.43                                                           | 8.93          | 8.95          | 8.77     |            |

## Relevancia histórica del concurso

### Resultados
- Nueva York clasificó por primera vez desde 1995 y ganó la corona.
- Tennessee pudo clasificar en el top tres por cuatro años consecutivos,
- California pudo clasificar en el top dos por segundo año consecutivo.
- Carolina del Sur quedó por primera vez en el top desde 1994, cuando el estado ganó la corona.
- Esta vez fue la primera para Nuevo México cuando clasificó en 1987.
- Ohio clasificó por primera vez desde 1990, y volvió a clasificar hasta el Miss USA 2006.
- Virginia clasificó por segundo año consecutivo cuando lo hiciera en 1981-1982.

## Delegadas
Las delegadas de Miss USA 1999 fueron:
| - Alabama - Doree Walker - Alaska - Anna Ruble - Arizona - Cara Jackson - Arkansas - Allison Heavener - California - Angelique Breaux - Colorado - Susan Manuello - Connecticut - Christina D’Amico - Delaware - Jackie Pilla - District of Columbia - Amy Alderson - Florida - Melissa Quesada - Georgia - Meredith Young - Hawaii - Trini-Ann Leilani Kaopuiki - Idaho - Amy Ambrose - Illinois - Christina Lam - Indiana - Pratima Yarlagadda - Iowa - Jaclyn Solinger - Kansas - Amanda Carraway - Kentucky - Lori Menshouse - Louisiana - Melissa Bongiovanni - Maine - Heather Coutts - Maryland - Kelly Donohue - Massachusetts - Jennifer Krafve - Michigan - Shannon Grace Clark - Minnesota - Crystal VanDenberg - Mississippi - Kari Babski - Missouri - Teri Bollinger | - Montana - Michon Adele Zink - Nebraska - WaLynda Sipple - Nevada - Shaynee Smith - New Hampshire - Melissa MacLaughlin - New Jersey - Candice Alana Royal - New Mexico - Michelle Rios - New York - Kimberly Pressler - North Carolina - Joy Hall - North Dakota - Shayna Bank - Ohio - Melinda Miller - Oklahoma - Dia Webb - Oregon - Amy Nelson - Pennsylvania - Melissa Godshall - Rhode Island - Claire DeSimone - South Carolina - Lauren Poppell - South Dakota - Shawna Gross - Tennessee - Morgan Tandy High - Texas - Carissa Blair - Utah - Rachel Rasmussen - Vermont - Nicole Lewis - Virginia - Kelli Lightbourn - Washington - Tammy Jansen - West Virginia - Amanda Burns - Wisconsin - Elyzabeth Pham - Wyoming - Arnica Bryant |

## Curiosidades
Trece delegadas compitieron en los certámenes Miss Mundo, Miss Teen USA o Miss America.
- Las delegadas que luego compitieron en Miss Mundo:
  - Angelique Breaux (California) - Miss Mundo USA 2000 (Top 10 semifinalista en Miss World 2000)

- Las delegadas que tuvieron los títulos estatales de Miss Teen USA:
  - Kimberly Pressler (New York) - Miss New York Teen USA 1994
  - Lauren Poppell (South Carolina) - Miss South Carolina Teen USA 1993 (Top 12 semifinalista en Miss Teen USA 1993)
  - Meredith Young (Georgia) - Miss Georgia Teen USA 1991 (1.ª finalista en Miss Teen USA 1991)
  - Terri Bollinger (Misuri) - Miss Illinois Teen USA 1990
  - Trini-Ann Kaopuiki (Hawái) - Miss Hawaii Teen USA 1991
  - Carissa Blair (Texas) - Miss Texas Teen USA 1992
  - WyLynda Sipple (Nebraska) - Miss Michigan Teen USA 1992
  - Amy Jo Ambrose (Idaho) - Miss Idaho Teen USA 1995
  - Amanda Carraway (Kansas) - Miss Kansas Teen USA 1996
  - Amanda Burns (West Virginia) - Miss West Virginia Teen USA 1997

- Las delegadas que tuvieron los títulos estatales de Miss America:
  - Cara Jackson (Arizona) - Miss Arizona 1995
  - Lori Menshouse (Kentucky) - Miss Kentucky 1997